# Chicago Bluesmen
Die Chicago Bluesmen waren ein US-amerikanisches Inlinehockeyfranchise aus Geneva im Bundesstaat Illinois. Es existierte im Jahr 1999 und nahm an einer Spielzeit der professionellen Inlinehockeyliga Roller Hockey International teil. Die Heimspiele des Teams wurden in der Fox Valley Arena ausgetragen.

## Geschichte
Das Team war vor der Saison 1999 neu gegründet worden. In seiner einzigen Saison in der Roller Hockey International verpasste es die Play-offs um den Murphy Cup deutlich.
Nach der Saison 1999 wurde das Team aufgelöst.
1999 hatten die Bluesmen einen Zuschauerschnitt von 602 und fanden sich im Vergleich der anderen Teams auf dem zweitletzten Platz wieder. Der Zuschauerkrösus San Jose Rhinos hatte einen Schnitt von 4131, während lediglich 304 Zuschauer die Spiele der Minnesota Blue Ox besuchen wollten.
Die Teamfarben waren Blau, Grau und Schwarz.

## Saisonstatistik
Abkürzungen: Sp = Spiele, S = Siege, N = Niederlagen, OTN = Niederlagen nach Overtime oder Shootout, Pkt = Punkte, T = Erzielte Tore, GT = Gegentore
| Saison | Sp | S | N  | OTN | Pkt | T   | GT  | Platz       | Playoffs           |
| 1999   | 26 | 7 | 17 | 2   | 16  | 146 | 209 | 4., Eastern | nicht qualifiziert |

## Bekannte Spieler
- Brandon Carper
- Kevin St. Pierre
- John Varga